# Museo Etnológico de Alpuente
El Museo Etnológico de Alpuente, Museu Etnològic d'Alpont en valencià, a la comarca de la Serrania, al País Valencià, està ubicat a l'interior d'un antic forn del segle XIV que va funcionar fins a l'últim terç del segle xx.
La novetat d'aquest museu és que, tot i exposar objectes habituals als museus etnològics, ho fa de manera totalment diferent, ja que el museu se centra en l'organització col·lectiva i comunal de la societat d'Alpuente. Aquesta societat va néixer de la necessitat d'explotar un mitjà dur, de viure en una economia de subsistència i d'abordar feines que superaven les capacitats individuals, és per això que va sorgir un model de societat en què l'ajuda mútua, la col·laboració entre les persones de la comunitat esdevingueren l'eix del desenvolupament social i econòmic d'Alpuente. Així sorgeixen unes estructures dels sistemes de transformació dels recursos, de neteja i manteniment dels espais comunals diferents dels d'altres comunitats on el medi no és tan dur com en aquesta zona d'Alpuente.

## Història
Els inicis de l'actual Museu Etnològic d'Alpuente es remunten als anys 70 del segle XX passat, quan un grup de veïns, juntament amb l'associació "Amigos de Alpuente", van considerar necessari mantenir viva la manera de la seva vida que els havia ajudat a progressar fins a aquell moment. D'aquesta manera van començar a recopilar peces i objecte de valor, que es poguessin considerar testimonis adequats de la memòria col·lectiva de tota la comarca de la Regió muntanyenca. En un primer moment, i mancant un lloc adequat, aquestes peces i objectes van ser donats a l'Ajuntament formant part de l'arxiu municipal.
Actualment la col·lecció de peces i objectes arriba a més de 500 mostres, les quals formen part dels fons del Museu Etnològic.
L'any 2017, el museu va reobrir les portes després d'una etapa de renovació, en què va comptar amb el suport de la Diputació de València, que propiciaria la consideració del Museu com a museu oficial de la Comunitat Valenciana, que arribaria uns mesos més tard amb la Resolució de 30 d'abril de 2018 , de la Conselleria d'Educació, Investigació, Cultura i Esport, per la qual es reconeixia el Museu Etnològic d'Alpont com a museu de la Comunitat Valenciana.
Aquest mateix any el museu d'Alpont va passar a formar part de la Xarxa de Museus Etnològics Locals de la Diputació de València, coordinats pel Museu Valencià d'Etnologia.
L'any 2023 la Diputació, a través del Museu Valencià d'Etnologia (L'ETNO), va atorgar el 'Reconeixement de la cultura 2023' a Alpuente destacant l'especial preocupació d'aquest municipi pel patrimoni cultural i etnològic. També es va tindre molt encuwnta que este municipi va ser pioner a difondre el patrimoni paleontològic valencià, amb el seu Museu Paleontològic.

## Descripció
El museu s'ubica en un antic forn comunal que té el seu origen en un privilegi de l'Infant D. Juan, atès que a Saragossa el 27 de febrer de 1378, que feia referència a la concessió d'un forn al raval d'Alpont, a causa de la destrucció d'un altre anterior durant la guerra amb Castella i l'únic que quedava a la població no era suficient per a la població amb què ja comptava llavors la Vila.
Aquest forn va estar en funcionament fins al darrer terç del segle XX i conservava a més d'una destacada arquitectura (amb arcs gòtics), gran part dels utensilis que es feien servir per a la fabricació de pa, material que va acabar formant part de l'exposició del museu junt a eines de cultiu o utensilis diversos (de fusteria γ forja, instruments musicals, vestits regionals, objectes de ceràmica γ tèxtils, entre d'altres) que fa alguns anys s'utilitzaven a la vida quotidiana de tota la comarca, etc.
Altres peces destacables de l'exposició permanent són objectes per contextualitzar la vida rural i la convivència de la comunitat a través d'espais comuns com el safareig, les fonts, els horts, les barraques, les tasques agrícoles i la recollida d'aliments; així com una mostra de les tradicions més destacades de la cultura popular de la zona, com ara la festa dels cinquens o les celebrades en honor a la Mare de Déu de la Consolació, exposant d'indumentària tradicional de dones i homes per a aquestes ocasions especials.